# Mistrzostwa Polski w Skokach Narciarskich 1953
28. Mistrzostwa Polski w Skokach Narciarskich – zawody o mistrzostwo Polski w skokach narciarskich, które odbyły się 8 marca 1953 roku na skoczni Skalite w Szczyrku.
W konkursie skoków narciarskich zwyciężył Aleksander Kowalski, a srebrne medale zdobyli ex aequo Jan Kula i Antoni Wieczorek.

## Wyniki konkursu
| Miejsce | Zawodnik                | Klub                   | Skok 1 | Skok 2 | Punkty |
| ------- | ----------------------- | ---------------------- | ------ | ------ | ------ |
| 1.      | Aleksander Kowalski     | Wisła-Gwardia Zakopane | 67,0   | 68,5   | 217,5  |
| 2.      | Jan Kula                | WKS Zakopane           | 61,0   | 61,0   | 215,5  |
| 2.      | Antoni Wieczorek        | LKS Szczyrk            | 60,0   | 61,0   | 215,5  |
| 4.      | Władysław Rój Gąsienica | AZS Zakopane           | 61,0   | 61,5   | 205,5  |
| 5.      | Józef Gąsienica Józkowy | AZS Zakopane           | 63,5   | 61,5   | 204,5  |
| 6.      | Leopold Tajner          | Budowlani Goleszów     | 55,5   | 63,5   | 204,0  |